# Donald Pleasence
Donald Henry Pleasence (Worksop, Nottinghamshire, Anglia, 1919. október 5. – Saint-Paul-de-Vence, Alpes-Maritimes, Franciaország, 1995. február 2.) angol színész.

## Fiatalkora és tanulmányai
Donald Pleasence 1919. október 5-én született az angliai Worksopban, mint egy vasúti állomásfőnök kisebbik fia. Már gyermekkorától az volt az álma, hogy színész legyen, ezért érettségi előtt egy évvel abbahagyta a középiskolát és beiratkozott a Royal Academy of Dramatic Art nevű elismert művészeti iskolába. Mivel ösztöndíjat nem tudott elnyerni, a megélhetési és tanulmányi költségek miatt nem tudta az iskolát elkezdeni. Ezután a családi hagyományt folytatva, egy vasútállomáson dolgozott, majd másfél év után végül asszisztensként sikerült elhelyezkednie egy kisebb színháznál.

## Pályafutása
1939 májusában lépett először színpadra, Hareton Earshaw szerepében az Üvöltő szelekben, s azonnal sikert aratott. Az első londoni fellépése 1942 júniusában volt, az Arts Theatre Club színházban már egy Shakespeare darabban volt látható. Mire pályafutása kibontakozhatott volna, komolyra fordult a világháború. Mint meggyőződéses pacifista, a fegyveres katonai szolgálat elkerülésére favágónak állt be, de később meggondolta magát, s a Brit Királyi Légierő 166-os repülőszázada egyik Lancaster bombázóján rádiósként szolgált. Gépét 1944-ben Franciaország felett lelőtték, a háború végéig német hadifogolytáborban volt. Az élet a táborban, az őrök szadizmusa, a verések nagyon megviselték. Miután 1946-ban hazakerült és leszerelt, úgy vélte, a háború eseményeinek feldolgozásában az segít leginkább, ha minél előbb újra munkába áll.
A következő évei a színpadon teltek. Először a Birmingham Repertory Theatre, majd a Bristol Old Vic Company következett. 1951 decemberében New Yorkba utazott, ahol Laurence Olivier és Vivien Leigh mellett játszhatott a Cézár és Kleopátra, valamint az Antonius és Kleopátra darabokban, a Ziegfield Theatre színházban. Miután hazatért Londonba, elnyerte a kritikusok Hobson’s Choice díját. 
Újabb művészeti ágban is kipróbálta önmagát; producerként darabokat állított színpadra. Hamarosan feltűnt a mozivásznon és a tévé képernyőjén is, mint „a férfi, akinek hipnotikus erejű szemei vannak”.
1978-ban John Carpenter felajánlott számára egy szerepet készülő Halloween – A rémület éjszakája című filmjéhez. Noha eleinte nem akarta vállalni, végül a rendező filmjeit kedvelő lánya rábeszélésére beadta a derekát. Az eredetileg igen kis költségvetésű, napi horrornak szánt film hatalmas siker lett. Donald Pleasence viszont többé nem tudta magáról lerázni az okkult, kissé zavart hős képét. Meglepetésre a Halloween után többé nem volt képes komoly filmszerepeket kapni, a nyolcvanas évek során olcsó, „B” kategóriás horrorokban, okkult filmekben játszott leginkább. Noha úgy tett, mintha jól érezné magát ezekben a szerepekben, John Carpenternek elárulta csalódottságát. A Halloween-sorozat mindegyikében ő játszotta a gonoszt üldöző Dr. Loomis szerepét.
Számos közismert filmben is látható volt, többnyire jellegzetes karakterszerepekben. Gyakorta alakított negatív figurákat, pénzre és hatalomra vágyó, nem túl jellemes embereket, vagy zavart, okkult figurákat, orvosokat, lélekbúvárokat. Legismertebb szerepei Blofeld, a világ elpusztítására törekvő őrült tudós az egyik James Bond filmben, az Amerikai Egyesült Államok nem túl bátor és jellemes elnöke a Menekülés New Yorkból című John Carpenter-filmben, Dr. Loomis a Halloween-sorozatban. Kevés vígjátéki szerepének egyike a Különben dühbe jövünk című  Bud Spencer és Terence Hill film, amelyben a  bandafőnök pszichiáterét alakítja. Szerepelt a Columbo sorozat egy epizódjában, egy a borgazdaságáért ölni kényszerült borászt alakít benne, akinek karaktere együttérzést és rokonszenvet vált ki a nézőkben.
A kilencvenes évekre az akkor már hetvenéves Pleasence karrierje lassulni kezdett, de még így is több mint tíz filmben kapott kisebb-nagyobb szerepet. Többek között szerepelt egy Woody Allen komédiában, egy tárgyalótermi drámában, valamint visszatért a színpadra is, Londonban játszott a Caretaker (Gondviselő) című színdarab egyik szerepét.

## Magánélete
Utolsó éveiben a dél-franciaországi Saint-Paul-de-Vence városkában élt. Egy szívbillentyű műtét után, otthonában halt meg 1995. február 1-jén, majd elhamvasztották. Élete során négy felesége volt, öt lánya született.

## Filmszerepei
- 1952 : The Dybbuk (Second batlon)
- 1954 : Montserrat (Juan Alvarez)
- 1955 : Value for Money (Limpy)
- 1956 : The Black Tent (Ali)
- 1957 : Manuela (Evans)
- 1958 : Dühöngő ifjúság (Hurst)
- 1958 : A gyémánt áldozatai (Verklis)
- 1959 : The Traitor (Grantley Caypor)
- 1960 : The Big Day (Victor Partridge)
- 1961 : Reszkessen, aki él! (Everett Sloane)
- 1961 : A változás szele (Az apa)
- 1961 : Dávid története (Nabal)
- 1962 : The Hatchet Man (Harry Laws)
- 1963 : A nagy szökés (Colin Blythe hadnagy / A hamisító)
- 1963 : Dr. Crippen (Dr. Hawley Harvey Crippen)
- 1965 : Egy rakomány whiskey (Látó Jones)
- 1965 : A világ legszebb története (A fekete remete / Sátán)
- 1966 : Fantasztikus utazás (Dr. Michaels)
- 1966 : Zsákutca (George)
- 1966 : Az ördög szeme (Pere Dominic)
- 1967 : James Bond – Csak kétszer élsz (Ernst Stavro Blofeld)
- 1967 : A tábornokok éjszakája (Kahlenberg tábornok)
- 1967 : Páratlan (Gregori Andreanu)
- 1967 : Anne Frank naplója (Mr. Dusseli)
- 1968: Sgt. Peppers Lonely Hearts Club Band (B.D. Brockhurst)
- 1968 : A magányos cowboy (Quint prédikátor)
- 1969 : Mr. Freedom (Dr. Freedom)
- 1969 : Arthur! Arthur! (Arthur Brownjohn / Sir Easonby 'E' Mellon)
- 1970 : Cheyenne alkony
- 1970 : A kék katona (Isaac Q. Cumber)
- 1971 : Félelemben élni
- 1971 : Emberrablók (Ebenezer Balfour)
- 1971 : THX 1138 (SEN)
- 1972 : Death Line (Inspector Calhoun)
- 1973 : Columbo - Vihar egy pohár borban (Adrian Carsini)
- 1974 : Különben dühbe jövünk (A Doktor)
- 1974 : Torzszülöttek (Dr. Nolter)
- 1974 : A síron túlról (Jim Underwood)
- 1975 : Monte Cristo grófja (Danglars)
- 1975 : Menekülés a Boszorkány-hegyre (Lucas Deranian)
- 1975 : A vadnyugat szíve (A.J. Nietz)
- 1976 : A sas leszállt (Himmler)
- 1976 : Az utolsó filmcézár (Boxley)
- 1976 : Egy hétvége története (Nat Jeffcote)
- 1977 : Telefon (Nyikolaj Dalcsimszkij)
- 1977 : A názáreti Jézus (Menyhárt)
- 1977 : Te jó Isten! (Doctor Harmon)
- 1977 : Az utolsó detektív (George Dettler)
- 1968: Sgt. Peppers Lonely Hearts Club Band (B.D. Brockhurst)
- 1978 : Halloween – A rémület éjszakája (Dr. Sam Loomis)
- 1978 : A holnap sosem jön el (Dr. Todd)
- 1978 : Vérrokonok (James Doniac)
- 1978 : A világ rendje és biztonsága (Rothko)
- 1979 : Drakula (Dr. Jack Seward)
- 1979 : Egy dühös ember (Albert Pumpelmeyer)
- 1979 : Nyugaton a helyzet változatlan (Kantorek)
- 1980 : The Ghost Sonata (öregember)
- 1981 : Menekülés New Yorkból (Elnök)
- 1981 : Arany a tó fenekén (Gilbert Carson)
- 1981 : Halloween 2. (Dr. Sam Loomis)
- 1981 : Szörnyeteg klub (Pickering, a V-osztag vezére)
- 1982 : A vád tanúja (Mr. Myers)
- 1983 : Az elveszett világ harcosa (Prosso)
- 1984 : A nagykövet (Eretz miniszter)
- 1984 : A Sólyom-sziget küldetés (J.P. Whittier)
- 1985 : Korzikai testvérek (A kancellár)
- 1985 : A diadalív árnyékában (Haake)
- 1985 : Fekete nyíl (Sir Oliver Oates)
- 1986 : Into the Darkness (David Beckett)
- 1986 : Onora il padre (Aldo Rossi)
- 1987 : A sötétség fejedelme (Pap)
- 1987 : Django visszavág (Gunn)
- 1987 : Zérópont (Prosper Gaffney)
- 1988 : Az Usher-ház bukása (Walter Usher)
- 1988 : Halloween 4. - A rémület visszatér (Dr. Sam Loomis)
- 1988 : A nagy szökés 2. (Dr. Absalon)
- 1988 : Vámpírok Velencében (Don Alvise)
- 1988 : Hanna háborúja (Thomas Rosza kapitány)
- 1989 : Halálfolyó (Heinrich Spaatz)
- 1989 : Halloween 5. (Dr. Sam Loomis)
- 1989 : Miss Marple történetei 10.: Rejtély az Antillákon (Jason Rafiel)
- 1989 : Tíz kicsi indián (Mr. Wargrave)
- 1990 : Amerikai riksa (Mortom tiszteletes)
- 1990 : Bosszú a sírból (Dr. Schaeffer)
- 1991 : Árnyak és köd (Orvos)
- 1993 : A disznó órája (Pincheon)
- 1994 : Guinevere (Merlin)
- 1995 : Halloween – Az átok beteljesül (Dr. Sam Loomis)